# Cripta

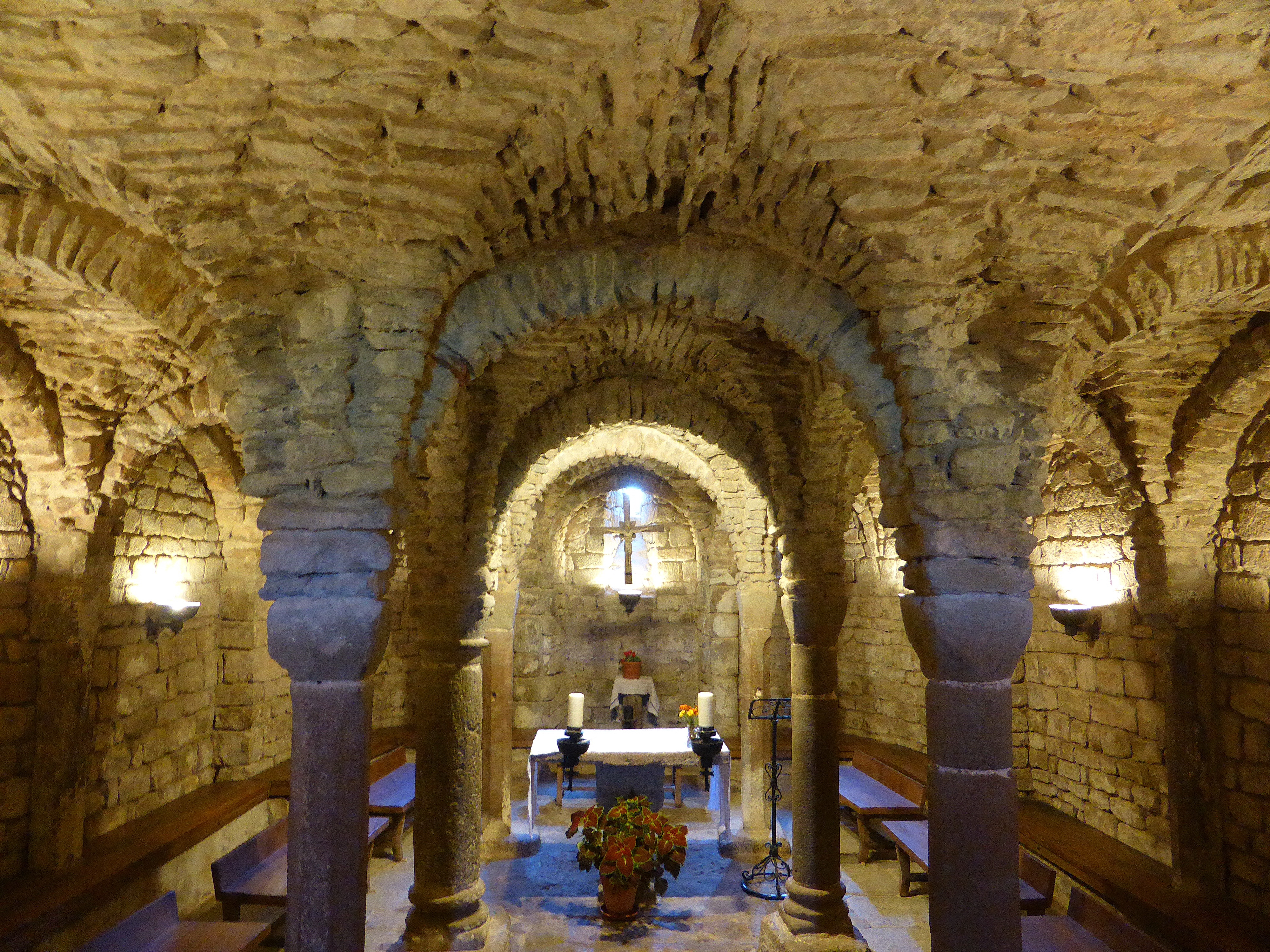
Cripta de l'església romànica de Sant Esteve d'Olius

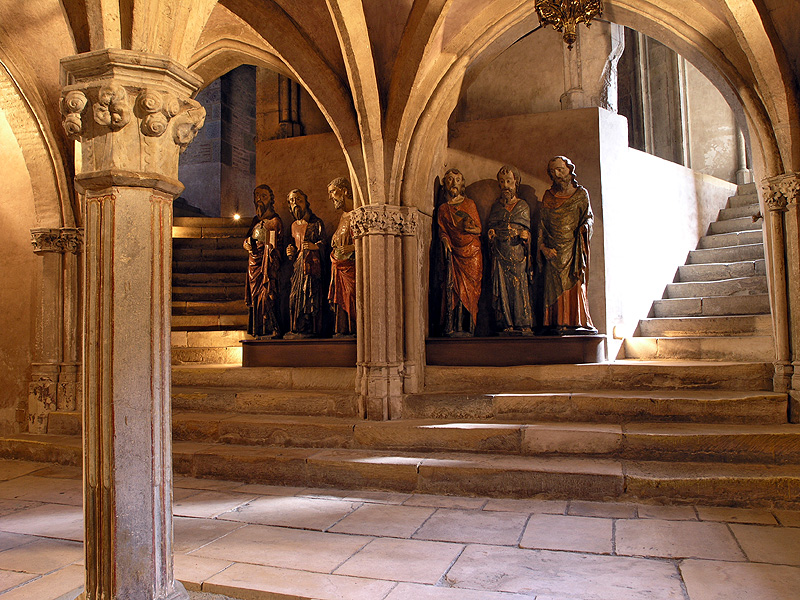
Cripta de la Basílica de Sant Serni de Tolosa

La cripta (grec antic: ἡ κρυπτή -ῆς ‘volta oculta; cripta’ és una paraula substantivada a partir de l'adjectiu verbal κρυπτός, κρυπτή, κρυπτόν. El verb κρύπτειν significava ’tapar, amagar; enterrar, soterrar; mantenir amagada una cosa’). Originàriament, era el forat excavat per acollir el cos d'un màrtir, i posteriorment, passà a definir el lloc subterrani a l'interior d'una església en què es porten a terme celebracions religioses i enterraments. L'etimologia de la paraula vol dir 'amagar', i indica així la seva significació.

## Història
Les primeres criptes o grutes sagrades es tallaren a la roca o es bastiren sota el sòl, per amagar als ulls profans les tombes dels primers màrtirs cristians. Més tard, sobre aquests hipogeus venerats pels primers cristians, es van elevar capelles i àmplies esglésies. Més endavant, s'estableixen criptes sota els edificis destinats al culte, per a tancar-hi els cossos dels sants recollits pels fidels. Moltes de les esglésies contenen criptes que es remunten a una època molt llunyana: unes només són sales quadrades, encorbades en volta o en arestes, seguint el mètode antic, adornades a vegades només amb fragments de columnes, i amb capitells imitant l'arquitectura romana; d'altres són vertaderes esglésies subterrànies amb sales col·laterals, absis i absidioles. Es penetra habitualment a les criptes per escales que surten dels dos costats del santuari, o de l'eix del cor. En alguns casos l'església, com per exemple la de Sant Miquel de Hildesheim, es va construir elevada per poder introduir-hi una cripta subterrània.

## Desenvolupament
Conegudes en el primer període cristià, en particular al nord d'Àfrica a Chlef i Djémila a Algèria i durant l'Imperi Romà d'Orient a Sant Joan de Constantinoble, les esglésies cristianes havien estat construïdes sobre els mitreus (temples dedicats a Mitra).
La famosa cripta de l'antiga basílica de Sant Pere, dins de la ciutat de Roma, es va construir cap a l'any 600, com a mitjà per oferir als pelegrins una vista de la tomba de sant Pere, que, segons la moda romana, estava directament a sota de l'altar major. La tomba es feu accessible per un passadís subterrani sota el santuari, on els pelegrins podien entrar en una escala, passar per la tomba i sortir, sense interrompre el servei de la comunitat clerical a l'altar de més amunt.
Les criptes es van introduir a l'edifici de les esglésies franques a mitjan segle viii, com a característica de la seva romanització. La seva popularitat es va estendre a l'Europa occidental sota Carlemany. Els exemples d'aquest període són els més habituals a l'oest medieval primerenc, per exemple a la Borgonya: a Dijon i a Tournus.
Després del segle x, en augmentar la seguretat, els requeriments primitius medievals de les criptes van desaparèixer, ja que els funcionaris de l'Església van permetre que es mantinguessin relíquies en el nivell principal de l'església. A l'època gòtica, les criptes rarament es construïen, però les voltes dels enterraments continuaven sota les esglésies.

## Tombes subterrànies
En termes més moderns, una cripta és la majoria de les vegades una cavitat funerària de pedra usada per emmagatzemar un difunt. Les criptes solen trobar-se en cementiris i edificis religiosos públics, com ara esglésies o catedrals, però també es troben de vegades sota mausoleus o capelles en finques personals. Les famílies riques o prestigioses sovint tenen una «cripta familiar» o «volta» en la qual s'enterraran tots els membres de la família. Moltes famílies reials, per exemple, tenen criptes àmplies que contenen els cossos de desenes d'individus reials. En algunes localitats, una cripta sobre el terra es denomina més sovint mausoleu, i també fa referència a qualsevol edifici elaborat destinat a ser un lloc d'enterrament per a una o més persones.
Durant el segle xix es va produir una tendència en la construcció de criptes de finques familiars de mida mitjana o gran, generalment col·locades de manera enginyosa a la vora dels terrenys o més comunament incorporades al celler. Després d'un canvi de propietari, sovint es tapiaven i en les escriptures de la casa no es permetia tornar a desenvolupar aquesta zona.